# Ray Kellogg (acteur)
Ray Kellogg (Great Bend, 12 november 1919 – Olympia, 26 september 1981) was een Amerikaanse acteur.

## Biografie
Kellogg werd geboren op 12 november 1919 in Great Bend (Pennsylvania). Zijn acteercarrière startte in 1942 met een kleine rol als zanger in de film Behind the Eight Ball. In 1951 was hij te zien in I'll See You in My Dreams en in 1953 in de films She's Back on Broadway, So This Is Love en Calamity Jane. Later acteerde hij ook nog in onder andere The Court Jester (1955), The Music Man (1962) en The Best Man (1964). in geen enkele van de hoger vermelde films verscheen zijn naam op de aftiteling. Zijn laatste filmrol was in de film Chandler (1971).
Op televisie was hij vooral bekend van zijn rol als hulpsheriff Ollie in de Amerikaanse westernserie The Life and Legend of Wyatt Earp. Hij speelde ook gastrollen in tal van andere televisieseries. Zijn laatste optreden was in de sitcom Maude, waar hij in enkele afleveringen op briljante wijze de rol van een nieuwsgierige barman vertolkte. Hij had geen tekst, zijn gezichtsuitdrukking volstond.
Kellogg was getrouwd met Eileen Wilson van 1948 tot zijn dood in 1981. Hij overleed op 26 september 1981 in Olympia (Washington) op 61-jarige leeftijd.